# Cephalodella brandorffi
Cephalodella brandorffi är en hjuldjursart som beskrevs av Koste 2000. Cephalodella brandorffi ingår i släktet Cephalodella och familjen Notommatidae. Inga underarter finns listade i Catalogue of Life.